# Rand (waluta)
Rand (ISO 4217: ZAR) – oficjalna waluta Republiki Południowej Afryki, wprowadzona w 1961 roku, po referendum, gdy RPA została niepodległą republiką. Zastąpił jako prawny środek płatniczy funta południowoafrykańskiego w stosunku 2 randy = 1 funt.
Rand jest pełnoprawnym środkiem płatniczym także w Namibii, Lesotho i Eswatini, które razem z RPA wchodzą w skład Wspólnego Obszaru Monetarnego. Waluty tych państw – dolar namibijski, loti i lilangeni – są połączone z randem sztywnym kursem w relacji 1:1.
Jeden rand dzieli się na 100 centów. Dostępne są banknoty o nominałach 10, 20, 50, 100 i 200 randów oraz monety (5, 10, 20 i 50 centów oraz 1, 2 i 5 randów). Do lat 90. XX wieku banknoty przedstawiały podobiznę pierwszego holenderskiego administratora Kapsztadu Jana van Riebeecka. Od tamtej pory przedstawiają wizerunki zwierząt zamieszkujących terytorium Południowej Afryki – Wielką piątkę Afryki. W lutym 2012 roku poinformowano, że na nowych banknotach randowych pojawi się wizerunek Nelsona Mandeli.
Nazwa waluty pochodzi od łańcucha górskiego Witwatersrand, zagłębia wydobywczego złota.